# Štěpánovská hora
Štěpánovská hora je zalesněná nefelinitová hora v CHKO České středohoří severně od vesnice Štěpánov a asi 4 km západně od Milešova. Hora vysoká 651 m n. m. je významným bodem geomorfologického okrsku Kostomlatské středohoří. Tvoří ji poměrně rozložitý, západovýchodně protáhlý hřbet na pozůstatku lávového příkrovu se zvlněnou plošinou na vrcholové části. Z jižních a západních svahů vystupují v prudkých částech skalky a drobné hřbety s mrazovými sruby. Na západním úbočí se nachází kamenné moře. Na jihovýchodním výběžku masivu se dochovaly pozůstatky pravěkého hradiště z doby bronzové.
Většinu hory pokrývají listnaté a smíšené lesy, ve kterých roste dub pýřitý, habr, buk, dřín, smrk a borovice. Na jihozápadním úbočí hory se nachází stejnojmenná přírodní památka s teplomilnou skalní a stepní flórou.